# Брокколи, Альберт
А́льберт Ромоло Бро́кколи (англ. Albert Romolo Broccoli; 5 апреля 1909, Нью-Йорк — 27 июня 1996, Беверли-Хиллз, Калифорния) — американский кинопродюсер. Один из основателей кинокомпании EON Productions и холдинговой компании Danjaq. Наиболее известен как продюсер серии фильмов о Джеймсе Бонде.

## Биография

### Ранние годы
Альберт Брокколи родился 5 апреля 1909 года в семье италоамериканцев.
После смерти своего отца Джованни Альберт переехал к своей бабушке в Куинс.

### Начало карьеры
На съёмках фильма «Вне закона» (англ. «The Outlaw») Альберт познакомился с Говардом Хьюзом, с которым его впоследствии связывали очень дружеские отношения. Благодаря этому знакомству Альберт довольно быстро стал помощником режиссёра.
Во время Второй мировой войны Альберт служил в ВМС США. Позже он работал в актёрском агентстве. Через несколько лет он вернулся в киноиндустрию, выступая в качестве режиссёра и продюсера.
В начале 50-х Брокколи переехал в Лондон, где совместно с Ирвингом Алленом (англ. Irving Allen) основал кинокомпанию Warwick Films. Там же Альберт снял успешную серию фильмов для компании Columbia Pictures.

### Бондиана
Когда Альберту Брокколи пришла идея экранизации серии книг Яна Флеминга о Джеймсе Бонде, он узнал, что права на неё уже принадлежат американскому продюсеру Гарри Зальцману (англ. Harry Saltzman).
Зальцман отказался продать права, но согласился выступить в роли сопродюсера фильмов. Вскоре Зальцман и Брокколи основали кинокомпанию EON Productions.
В 1962 году они спродюсировали первый фильм о Джеймсе Бонде — «Доктор Но». Следующий фильм, «Из России с любовью», принёс им настоящий успех. После этого большую часть времени Брокколи стал отдавать Бондиане.
Но, несмотря на это, в 1968 году он спродюсировал фильм «Пиф-паф ой-ой-ой» (англ. «Chitty Chitty Bang Bang»), экранизацию одноимённого произведения Яна Флеминга.
Право продюсирования четвёртого фильма Бондианы, «Шаровая молния», Брокколи передал ирландскому продюсеру и режиссёру Кевину Макклори (англ. Kevin McClory).
Постепенно Зальцман потерял интерес к Бондиане, и в 1975 году продал свой пакет акций Danjaq киностудии United Artists. Начиная с фильма «Шпион, который меня любил», вышедшего в 1977 году, и по настоящее время, часть авторских прав принадлежит United Artists.
В 1982 году на 54-й церемонии вручения наград премии «Оскар» Альберту Брокколи была вручена Мемориальная награда имени Ирвинга Тальберга (англ. Irving G. Thalberg Memorial Award) за выдающийся продюсерский вклад в развитие кинопроизводства.

### Семья
Альберт Брокколи был женат трижды. В первый раз он женился в 1940 году на Глории Блонделл (англ. Gloria Blondell), младшей сестре актрисы Джоан Блонделл. Брокколи развёлся с ней в 1945 году. В 1951 году он женился на Недре Кларк (англ. Nedra Clark). Позже они усыновили мальчика, Тони (англ. Tony). В 1958 году Недра умерла, родив незадолго до этого дочь, Тину Брокколи (англ. Tina Broccoli).
В конце 1950-х Брокколи женился на актрисе и писателе-романисте Дане Уилсон (англ. Dana Wilson). В этом браке у Альберта и Даны родилась дочь, Барбара Брокколи (англ. Barbara Broccoli). Альберт также усыновил сына Даны от предыдущего брака, Майкла Уилсона (англ. Michael G. Wilson).
Жена Альберта, Дана Брокколи, умерла от рака в 2004 году в возрасте 82 лет.
Дочь Альберта, Барбара, продолжила дело своего отца и тоже стала кинопродюсером. Она продюсирует фильмы Бондианы совместно со своим братом, Майклом Уилсоном. С 1996 года они ведут дела кинокомпании EON Productions. Семья Альберта Брокколи также управляет холдинговой компанией Danjaq.

### Смерть
Альберт Брокколи скончался 27 июня 1996 года у себя дома в Беверли-Хиллз от сердечной недостаточности. За год до этого он перенёс три коронарных шунтирования. Похоронен на кладбище Форест-Лаун на Голливудских холмах в Лос-Анджелесе.